# آدریان مینونه
آدریان مینونه (رومانیایی: Adrian Minune؛ زادهٔ ۲۴ سپتامبر ۱۹۷۴) موسیقی‌دان و آهنگساز اهل رومانی است. وی از سال ۱۹۸۹ میلادی تاکنون مشغول فعالیت بوده‌است.
از فیلم‌هایی که وی در آن‌ها نقش داشته‌است، می‌توان به خشم اشاره نمود.